# Džundži Kavano
Džundži Kavano (japonsko 川野 淳次), japonski nogometaš, * 11. julij 1945, Oita, Japonska.
Za japonsko reprezentanco je odigral dve uradni tekmi.